# Mesospinidium horichii
Mesospinidium horichii là một loài thực vật có hoa trong họ Lan. Loài này được I.Bock mô tả khoa học đầu tiên năm 1991.